# Братская могила советских воинов (Каменка)
Братская могила советских воинов — братская могила в деревне Каменка Дмитровского городского округа Московской области.
Находится на северной окраине деревни рядом с перекрёстком автомобильной трассы Р-113.

## История
В могиле в 1941 году были захоронены погибшие и умершие от ран воины 133-й стрелковой дивизии 16-й армии, а также 55-й стрелковой бригады 1-й ударной армии. Дата захоронения — 1941 год, перезахоронение состоялось в 1968 году вместе с останками советских воинов из Свистухи, Старо и Удино.
Первоначально на месте братского захоронения советских воинов в 1969 году была установлена гипсовая скульптура высотой 1,5 метра на бетонном фундаменте высотой 1 метр. Автор неизвестен. Место захоронения размером 5 на 6 метров было огорожено металлической оградой. За этим захоронением шефствовали: организация «Мосэнерго» города Дмитрова и Каменская школа Дмитровского района Московской области.
В 1994 году по согласованию с отделом архитектуры и Дмитровским городским военкоматом было принято решение построить памятник односельчанам, который был размещен рядом с братской могилой советских воинов. В списке похороненных в братской могиле 310 фамилий погибших жителей деревень Каменка, Удино, Дмитровка, Нефедиха, Свистуха, Старо, Ахоткино, Левково, Рождественно, Редькино, Федотово, Подгорная. В настоящее время памятник односельчанам вместе с братской могилой составляют единый мемориальный комплекс, который является памятником регионального значения (постановление Правительства Московской области от 15.03.2002 № 84/9).
В 2010 году мемориальный комплекс был реставрирован, расширен и благоустроен.